# Uma Narayan
Uma Narayan (16 de abril de 1958) es una académica feminista india y profesora de filosofía en Vassar College.

## Biografía

### Educación
Narayan recibió su licenciatura en filosofía de la Universidad de Bombay y su maestría en filosofía de la Universidad de Savitribai Phule Pune, India. Recibió su Ph.D. de la Universidad Rutgers en 1990.

### Carrera profesional
Es autora de Dislocating Cultures: Identities, Traditions and Third World Feminism, en el que Narayan cuestiona el feminismo como una noción e intrusión exclusivamente occidental, al tiempo que desafía las suposiciones de que el feminismo indio se basa en modelos occidentales. En particular, se critica una noción de cultura homogénea y unificada a través de la contextualización histórica de los usos y defensas nacionalistas de las prácticas indias de satí y asesinatos por dote, así como la comida. Las acusaciones de "occidentalización" del feminismo indio, basadas en premisas ahistóricas contradichas por su contextualización histórica, son rechazadas por Narayan. Asimismo, esta historización de la condición de las mujeres indias se utiliza para criticar las afirmaciones feministas radicales de que todas las mujeres en todas partes están constituidas por las mismas preocupaciones e intereses. Estos argumentos la alinean con teóricas como Chandra Mohanty y Gayatri Spivak.
En relación con su trabajo en Dislocating Cultures, Narayan ha criticado las formas reduccionistas de la cultura del feminismo poscolonial que "al intentar tomar en serio estas diferencias culturales... corren el riesgo de reemplazar los análisis esencialistas de género con análisis culturalmente esencialistas que replican nociones colonialistas problemáticas sobre las diferencias culturales". entre la 'cultura occidental' y las 'culturas no occidentales' y las mujeres que las habitan". Ella llama a esta visión de la cultura que cubre las divisiones y diferencias dentro de las culturas 'occidentales' y 'no occidentales' el "Paquete de imagen de las culturas". Esta falsa visión se puede evitar, por ejemplo, a través del análisis histórico de la cultura a evaluar.
También ha trabajado en el campo de los estudios jurídicos indios. Sus publicaciones incluyen consideraciones sobre la influencia de Benegal Narsing Rau en las disposiciones de la Constitución de la India y manuales de escritura sobre literatura legal india.
Narayan coeditó Reconstructing Political Theory: Feminist Perspectives con Mary L. Shanley, Having and Raising Children [Tener y criar hijos] con Julia Bartkowiak y Decentering the Center: Philosophy for a Multicultural, Postcolonial, and Feminist World con Sandra Harding. Actualmente es profesora en Vassar College en la Cátedra de Humanidades Andrew W. Mellon.